# Adrian Krasniqi
Adrian Rexhep Krasniqi (serbisch Адријан Краснићи Adrijan Krasnići; * 12. Oktober 1972 in Vranoc, FVR Jugoslawien; † 16. Oktober 1997 in Kliçinë, SFR Jugoslawien, heute Kosovo) war ein kosovo-albanischer Kommandant der Kosovarischen Befreiungsarmee (UÇK). Er spielte eine zentrale Rolle im Aufbau der militärischen Logistik der UÇK und fiel im Kampf gegen die jugoslawischen Sicherheitskräfte. Krasniqi wurde posthum zum Generaloberst ernannt und als Held des Kosovo geehrt.

## Leben
Adrian Krasniqi wuchs in Vranoc auf und war seit seiner Jugend politisch aktiv. Bereits als Schüler nahm er an den Demonstrationen gegen die Abschaffung der Autonomie des Kosovo durch den jugoslawischen Staat teil. Adrian Krasniqi schloss 1991 sein Gymnasium in Peja ab. In den frühen 1990er Jahren begann er, eine Guerillabewegung zu organisieren, die sich auf den bewaffneten Widerstand gegen die serbische Herrschaft konzentrierte. Er war maßgeblich am Aufbau von Waffenversorgungsbasen beteiligt, die der UÇK in den Regionen Dukagjin, Drenica und Llap dienten.
1995 organisierte Adrian Krasniqi einen Angriff auf eine serbische Polizeistation in Qallapek, was ihn zu einem der meistgesuchten Männer der serbischen Sicherheitskräfte machte. Er baute zwei zentrale Waffenversorgungsbasen in der Nähe der Grenze zu Albanien auf, die bis zum Ende des Kosovokrieges von großer Bedeutung waren.
Am 16. Oktober 1997 fiel Adrian Krasniqi während eines Angriffs auf eine Polizeistation in Kliçinë. Zur Beerdigung kamen tausende von Gästen. Sein Tod wurde als Symbol des Widerstands gewürdigt, und er wurde posthum mit zahlreichen Auszeichnungen geehrt.

## Ehrungen
Adrian Krasniqi wurde posthum zum Generaloberst ernannt und mit mehreren Anerkennungen der UÇK und der temporären Regierung des Kosovo ausgezeichnet. In seiner Heimat wurde die Brigade 133 des Lugut të Baranit nach ihm benannt. 2011 wurde ihm der Orden Held des Kosovo verliehen.